# Rue Auguste Orts

La rue Auguste Orts (en néerlandais : August Ortsstraat) est située dans le quartier de la Senne de la ville de Bruxelles.

## Origine du nom
La rue porte le nom d'Auguste-Englebert Orts, descendant d'un ancien lignage bruxellois de magistrats qui mit son talent d'écrivain pour célébrer l'héroïsme des Belges lors de la guerre des paysans, et son livre « La guerre des paysans (1798-1799). Épisode de l'histoire belge » (Bruxelles, 1863) garde tout son intérêt.

## Situation
Il s'agit d'une rue rectiligne et large qui date de la fin du XIXe siècle, percée dans le prolongement de la rue Antoine-Dansaert à proximité du Palais de la Bourse. Cette rue est, à l'instar de la rue Antoine Dansaert, depuis les années 1990, en pleine gentrification, un phénomène sociologique concernant des gens relativement aisés qui « découvrent » un quartier offrant des logements d'un rapport qualité-prix intéressant et décident d'y migrer. De tels quartiers sont nécessairement bien situés par rapport au centre-ville, à certains attraits naturels ou à pôles générateurs d'emplois. Le quartier attire de nouveaux commerces, des hôtels comme le Brussels Marriott, une infrastructure culturelle comme le Beursschouwburg, et des cafés branchés qui attirent de nouveaux habitants, majoritairement des jeunes Flamands célibataires[réf. souhaitée]. Il s'ensuit une spéculation immobilière repoussant les habitants plus fragilisés vers d'autres quartiers populaires de la ville. La demande de logements dans ce quartier est souvent liée à du logement de type loft.

## Accès
| ___ | Ce site est desservi par la station de métro : Sainte-Catherine. |